# 9,5x57mm Mannlicher-Schönauer
El  9,5x57mm Mannlicher-Schönauer (MS) se adoptó para el fusil y la carabina Mannlicher–Schönauer M-1910 en 1910. El 9,5×57mm MS también se conoce como .375 Rimless Nitro Express (RNE) × 2¼ (principalmente en Inglaterra ). Es posible que el cartucho fuese creado por Westley-Richards y Eley en 1908 (en lugar de por Oestereichischer Waffenfabrik-Gessellschaft, Steyr (OWS), Asociación Austriaca de Fabricantes de Armas, Steyr), pero no se han encontrado fusiles de producción en este calibre antes del M-1910. 
Este desarrollo por parte de Steyr o en su nombre fue probablemente una respuesta al desarrollo por parte de la destacada firma británica de fabricación de armas Holland & Holland en 1905 de su .400/375 Belted Nitro Express, diseñado para su fusil Mannlicher-Schoenauer especialmente modificado (importaron las acciones de Austria, pero construyeron los fusiles internamente). Ya sea que el desarrollo del 9,5 × 57 mm se originara en OWS o en el competidor británico de Holanda, Westley Richards ciertamente fue el principal promotor del nuevo fusil Mannlicher-Schoenauer modelo 1910, como lo demuestran los catálogos de la época.

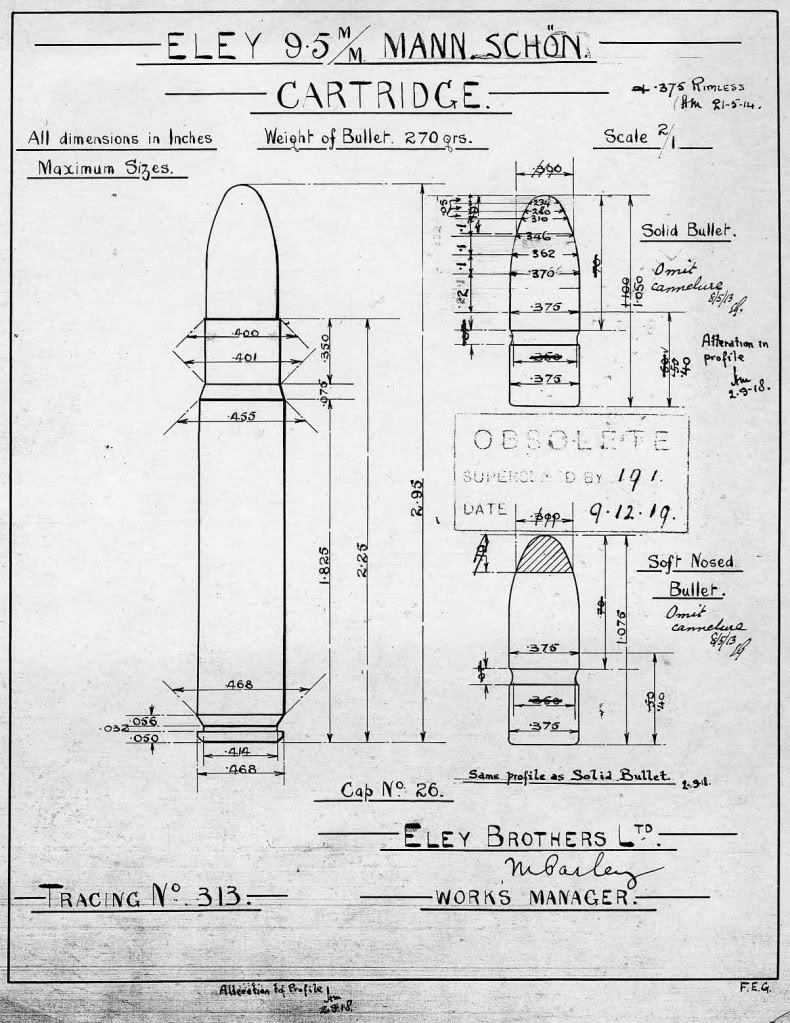
9,5×57mm MS (Eley - 1919)

## Caza
El cartucho y la carabina se fabricaron principalmente con fines cinegéticos en África o India, donde podían ser transportados a largas distancias en un clima cálido y sólo se les disparaba en raras ocasiones (el clásico "safari"). Pero cuando se disparaba, generalmente se hacía rápidamente, a corta distancia y contra de un animal que puede herir o causar la muerte al cazador. Aunque el 9,5×57mm MS se consideraba liviano para tres de los cinco grandes de África (el elefante, el búfalo del cabo y el rinoceronte), podía manejar cualquier presa de piel fina, incluidas las peligrosas.

## Historia
Introducido en el MS modelo 1910, fue rápidamente eclipsado por el .375 Holland & Holland Magnum en 1912, aunque este último solo estaba disponible en longitud magnum o en fusiles Mauser especialmente modificados y, por lo tanto, permaneció algún tiempo como una alternativa más cara.